# Carl Karsten
Carl Johann Bernhard Karsten (Bützow, 1782. november 21. – Berlin, 1853. augusztus 22.) német mineralógus és bányász.

## Élete
A boroszlói főbányahivatalban kezdte működését 1804-ben és fokról-fokra emelkedvén, 1811-ben Sziléziában főbányatanácsos, majd 1819-ben titkos főbányatanácsos lett a belügyminisztériumban Berlinben. Egyike volt a legkiválóbb metallurgusoknak. Kiadta az Archiv f. Bergbau u. Hüttenwesen (uo. 1818-28, 20 kötet) című művet, melynek folytatása az Archiv für Mineralogie, Geognosie, Bergbau u. Hüttenkunde volt (1829-54, 26 kötet).

## Művei
- Handbuch der Eisenhüttenkunde (Halle, 1816, 2 kötet, 3. kiadás 1841, 5 kötet)
- Grundriss der Metallurgie und der metallurgischen Hüttenkunde (Boroszló, 1818)
- Metallurgische Reise durch einen Teil v. Bayern und Oesterreich (Halle, 1821)
- Ueber die kohligen Substanzen des Minealreichs (Berlin, 1826)
- Das erzführende Kalksteingebirge v. Tarnowitz (uo. 1826)
- Grundriss der deutschen Bergrechtslehre (uo. 1828)
- System der Metallurgie (uo. 1830-1832, 5 kötet)
- Lehrbuch der Salinenkunde (uo. 1846-47, 2 kötet)
- Phylosophie der Chemie (uo. 1843)